# Cratere Dolores
Dolores  è un cratere sulla superficie di Venere.